# 烏姆蓋萬酋長國
乌姆盖万酋长国（阿拉伯语：أمّ القيوين）是阿联酋七个成员国之一，位于该国北部。面积755平方公里，人口49,000。

## 历任谢赫
| 在位                         | 名字                                      | 备注                |
| ---------------------------- | ----------------------------------------- | ------------------- |
| 1775 - 17..                  | 谢赫·马吉德·穆阿拉                        |                     |
| 17.. - 1816                  | 谢赫·拉希德一世·本·马吉德·穆阿拉          |                     |
| 1816 - 1853                  | 谢赫·阿卜杜拉一世·本·拉希德·穆阿拉        |                     |
| 1853 - 1873                  | 谢赫·阿里·本·阿卜杜拉·穆阿拉              |                     |
| 1873年 - 1904年6月13日       | 谢赫·艾哈迈德一世·本·阿布德·阿拉赫·穆阿拉 | (b. 18.. - d. 1904) |
| 1904年6月13日 - 1922年8月    | 谢赫·拉希德二世·本·艾哈迈德·穆阿拉        | (b. 1875 - d. 1922) |
| 1922年8月 - 1923年10月       | 谢赫·阿卜杜拉二世·本·拉希德·穆阿拉        |                     |
| 1923年10月 - 1929年2月9日    | 谢赫·哈马德·本·易卜拉欣·穆阿拉            |                     |
| 1929年2月9日 - 1981年2月21日 | 谢赫·艾哈迈德二世·本·拉希德·穆阿拉        | (b. 1904 - d. 1981) |
| 1981年2月21日 - 2009年1月2日 | 谢赫·拉希德三世·本·艾哈迈德·穆阿拉        | (b. 1930 - d. 2009) |
| 2009年1月2日 - 至今          | 谢赫·沙特·本·拉希德·穆阿拉                | (b. 1952)           |

## 经济
艾哈迈德本拉希德港口提供了4个115米和400米之间的码头，是一个国际标准的港口。富吉拉还设有一个自由贸易区，建于1987年。目的在于建立34个轻工业单位，包括人力和餐饮服务。自由区为外国公司提供了各种鼓励性条件。所有项目都由歐姆古溫政府投资。歐姆古溫拥有非常出色的交通和电信系统，一个现代化的医院和一个地方广播电台。另外，歐姆古溫还积极开发其古代城堡、古塔、传统赛马和赛骆驼等项目，使其成为旅游热点。
最近，歐姆古溫还建成了一个大型的综合娱乐中心，占地达250000平方米，沿海建成花园和名为“梦境”的水上公园。它是世界上最大的水上公园之一，公园里提供了各种水上游戏、骑马、野营的场所。此外，公园里还有一个市场，里面有许多店铺、餐馆和快餐店。梦境水上公园还是整个地区高质量的家庭旅游胜地。
在歐姆古溫，还有许多其他的地方，包括栲树沼泽区，豪华的国家公园，艾德门的著名考古景点，马术俱乐部，潜水设施等等都是值得一看的景点。